# Едді Кантор
Едді Кантор (англ. Eddie Cantor; 31 січня 1892, Мангеттен — 10 жовтня 1964, Беверлі-Гіллз, уроджений Едвард Ізраел Іцковіц (англ. Edvard Israel Iskowitz) — американський комедійний актор, танцюрист, співак і автор пісень.

## Біографія
Народився в сім'ї єврейських іммігрантів з Російської імперії.
Він був дуже популярний на Бродвеї (зокрема в постановках «Шаленості Зігфелда»), радіо, а також на ранніх етапах становлення телебачення. У Сполучених Штатах він отримав прізвисько «Апостол Живчик», тому що його супер-рейтингове радіо-шоу, що представлядо собою забавні історії про його дружину Іду і їх п'ятьох дочок, збирало перед приймачами величезні аудиторії слухачів. Через його великі широко відкриті очі в нього зявилось прізвисько «Очі Банджо» через однойменний струнний музичний інструмент. Вони також стали його своєрідним товарним знаком і часто карикатурно зображувалися на ілюстраціях з його зображенням.
У 1933—1935 роках був президентом Гільдії кіноакторів США.
Його виступи тривали до 1953 року, а самого Кантора не стало в 1964 році — він помер у своєму будинку в Беверлі-Гіллз від інфаркту. Через рік після смерті був удостоєний почесної премії «Оскар».

## Вибрана фільмографія
- 1927 — Спеціальна доставка
- 1930 — Вупі!
- 1933 — Скандал у Римі
- 1944 — Голлівудська їдальня